# Сарканич Василь Васильович

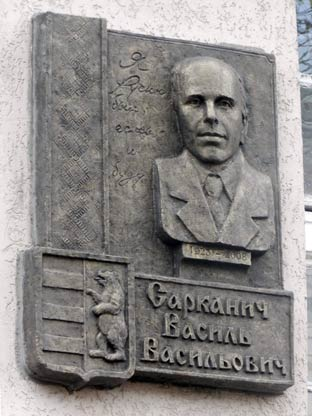
Меморіальна дошка на фасаді Свалявської міської ради (2013 р.).

Сарканич Василь Васильович (10 вересня 1923, Шелестово, Підкарпатська Русь, Перша Чехословацька Республіка — 5 березня 2008, Свалява, Закарпатська область, Україна) — відомий закарпатський педагог, місцевий політик м. Свалява, громадський діяч Третього карпаторусинського ренесансу.

## Життєпис
Василь Сарканич народився 10 серпня 1923 року в селі Шелестово на Мукачівщині в багатодітній родині, де було шестеро дітей. В 1929 році родина Сарканичів переїхала жити в Сваляву (хоч перші 1,5 роки багатодітна сім'я жила в селі Драчино), де батько Василя влаштувався на роботу старшого кочегара хімзаводу фірми «Сольва».
У Сваляві малий Василь Сарканич навчався в народній школі, а згодом студіював у горожанці. В 1941 році Василь Сарканич поступив у школу з обробки металу в Севлюші (тепер — Виноградів), де вчився 3 роки.
У 1943 році Василь Сарканич працелаштувався на роботу в Будапешті на ливарний завод Вайса Манфріда. Маючи добру освіту, працював контролером роботи верстатів. Відтак заробляв до 750 пенгів на місяць. У Будапешті пережив бомбардування міста.
На батьківщину Василь Сарканич повернувся після війни, в 1945 році. Вже восени того ж року продовжив свої студії на 4 курсі Севлюшської школи металообробки, яка на той час вже називалася Виноградівським технікумом. Після навчання у Виноградові був направлений на роботу в депо Чоп, де працював техніком при майстрові з ремонту паровозів. Тут досить добре ознакомився з радянською системою роботи залізничного транспорту. Згодом Василь Сарканич почав працювати начальником механічного цеху на заводі ім. С. Кірова в селі Кольчино, що на Мукачівщині.
Із 1 вересня 1949 року Василь Сарканич розпочав свій пятидесятилітній кар'єрний шлях у Свалявському профтехучилищі, де пропрацював до 1999 року. Спочатку як майстер виробничого навчання, згодом — старший майстер, відтак — заступник директора, директор професійно-технічного училища № 9 (нині — Свалявський професійний будівельний ліцей).
За час 30-літнього перебування Василя Сарканича на посаді директора Свалявського професійно-технічного училища було збудовано навчальний корпус (1970), гуртожиток, адмінкорпус, проведено реконструкцію майстерень виробничого навчання (1972). Учні училища — призери обласних спортивних олімпіад, конкурсів технічної та художньої творчості (1972—1982). Духовому оркестру училища присвоєно звання «Народний» (1986). Встановлені тісні міжнародні партнерські контакти з аналогічними навчальними закладами Словаччини (1972), Литви (1973) та Росії (1973).
Василь Сарканич — відмінник профтехнічної освіти СРСР (1973) та УРСР (1982). Відзначений орденом Трудового Червоного прапора (1981), багатьма медалями.

## Громадсько-культурна робота
У 1990-х роках Василь Сарканич розпочав свою активну діяльність в карпаторусинському громадському русі. Біля 11-ти років очолював Свалявське товариство підкарпатських русинів. Був також і заступником голови Свалявського районного Товариства ім. О. Духновича, членом Правління Сойму підкарпатських русинів.
У 2003—2004 навчальному році за підтримки Карпато-русинського товариства США, під керівництвом голови Свалявського товариства підкарпатських русинів Василя Сарканича та координатора Програми русинських недільних шкіл на Закарпатті Павла Роберта Маґочія відкрито перші пробні 9 класів, де 200 учнів вивчали історію та культурну спадщину своїх предків — карпатських русинів.
Василь Сарканич — делегат чотирьох Світових Конгресів Русинів.
Василь Сарканич був депутатом Свалявської міської ради 5-ти скликань. Почесний громадянин Сваляви (2003).
Василь Сарканич помер 5 березня 2008 року.
У 2013 році, на день Сваляви (21 вересня, храмове свято Різдва Богородиці), на будові Свалявської міської ради Василю Сарканичу відкрили пам'ятну дошку.

## Родина
Дружина, Терезія Василівна (15.05.1929), працювала касиром у Свалявському професійно-технічному училищі № 9. Сини: Михайло (12.11.1957) — головний інженер ТОВ «Плосківський завод мінеральних вод», голова Свалявської районної організації «Союз Чорнобиль України» (1997); нагороджений орденом «За заслуги» III-го ступеня; Олександр (10.09.1959) — лікар-терапевт, головний лікар ТОВ «Сузір'я» (санаторій «Квітка полонини», с. Солочин).